# Теодора Комнина (херцогиня на Австрия)
Вижте пояснителната страница за други личности с името Теодора Комнина.
Теодора Комнина (ок. 1132 г. - 3 януари 1183) е византийска принцеса и австрийска херцогиня, втора съпруга на Хайнрих II Язомиргот от династията Бабенберги.

## Живот
Дъщеря е на севастократор Андроник Комнин, който е по-голям брат на император Мануил I Комнин, и на съпругата му Ирина. Като много свои братовчедки, омъжени за редица чужди владетели, и Теодора е използвана от императора за уреждане на външнополитическите отношения на империята.
През 1148/1149 г. Теодора е омъжена за австрийския херцог Хайнрих II Язомиргот, който взема участие във Втория кръстоносен поход и на път за Светите земи преминава през Византия. Не е изключено чрез този брак император Мануил I да цели да се подсигури срещу унгарците, които са съперници на Австрия в областта на Средния Дунав и на Византия в областта на Белград. Известно е, че през 1147 г. Хайнрих II разбива унгарските войски в битка при Лейта. Освен това сродяването на Мануил I и Хайнрих II улеснява диалога между византийския император и германския император Фридрих I Барбароса, с когото Хайнрих се намира в близки отношения. Така през 1166 г. Фридрих I изпраща Хайнрих II да преговаря от негово име с византийския император във връзка с похода на германския император в Италия.
Теодора ражда на Хайнрих II Язомиргот три деца:
- Леополд V Бабенберг (1157 – 1194), херцог на Австрия и Щирия
- Хайнрих (1158 – 1223)
- Агнес (1154 – 1182), кралица на Унгария

Теодора Комнина умира на 3 януари 1183 г.